# Crepis tectorum
Espèce

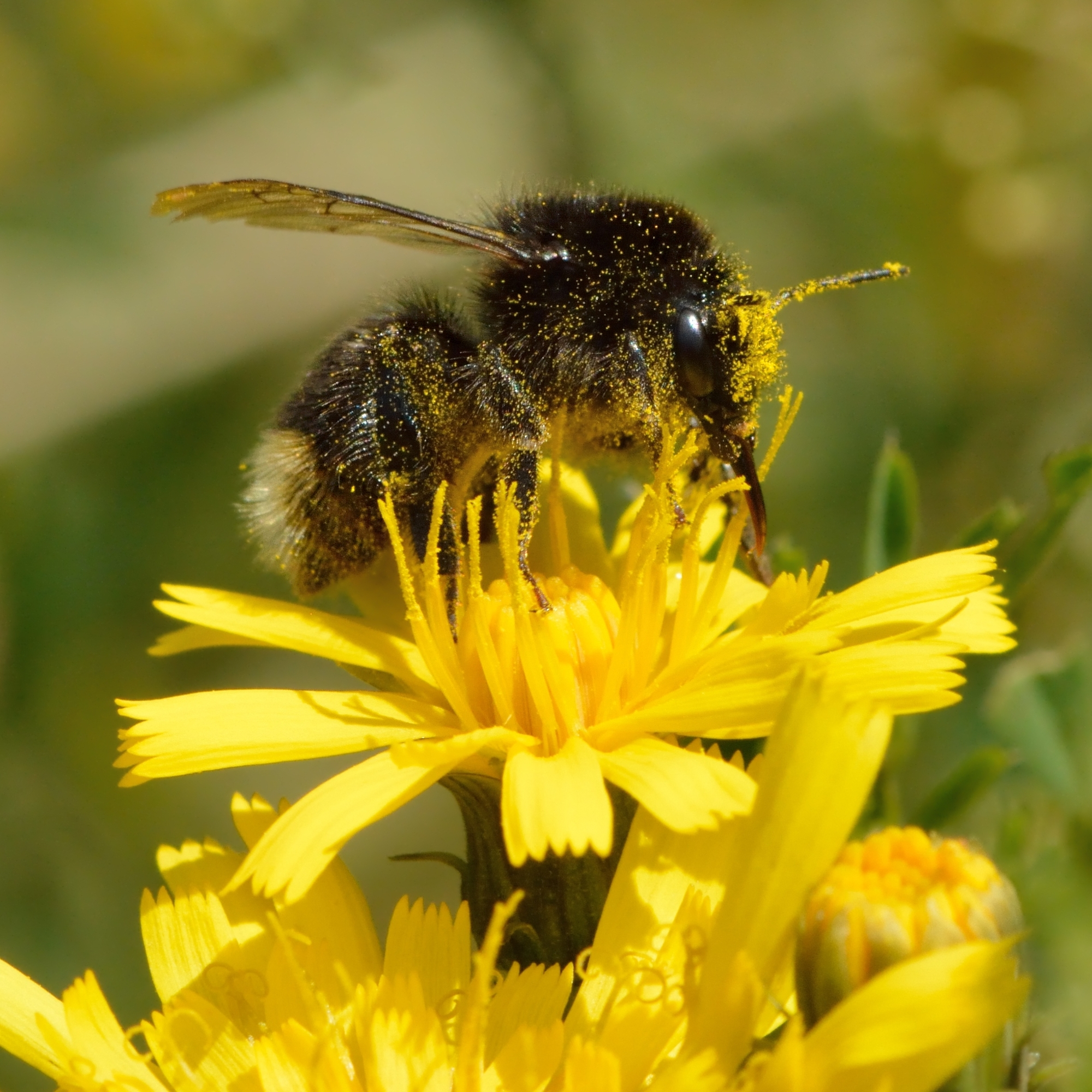

Crepis tectorum, la Crépide des toits, est une espèce de plante à fleurs de la famille des Astéracées.
C'est une plante herbacée.

## Liste des sous-espèces
Selon Tropicos (31 mars 2015) (Attention liste brute contenant possiblement des synonymes) :
- Crepis tectorum subsp. nigrescens (Pohle) Á. Löve & D. Löve
- Crepis tectorum subsp. nigrescens P.D. Sell
- Crepis tectorum subsp. tectorum